# Jin Ho-eun
Jin Ho-eun (en hangul, 진호은; romanización revisada, Jin Ho-eun), es un actor y modelo surcoreano.

## Biografía
Se graduó del Hanlim Arts School.

## Carrera
Es miembro de la agencia Outer Korea Management.
El 28 de septiembre de 2019, apareció por primera vez en la serie Beautiful Love, Wonderful Life donde dio vida a Goo Joon-gyeom, el hermano menor de Goo Joon-hwi (Kim Jae-young).
En abril de 2022, se unió al elenco recurrente de la serie Shooting Stars donde interpretó a Byun Jeong-yeol, el gerente de Star Force Entertainment.

## Filmografía

### Series de televisión
| Año     | Título                           | Personaje           | Canal             | Notas                                | Ref.          |
| ------- | -------------------------------- | ------------------- | ----------------- | ------------------------------------ | ------------- |
| 2018    | Go, Back Diary                   | Choi Min-hwan       | Naver TV          | Serie web                            |               |
| 2018    | Your Imagination Becomes Reality | Hong Jun-ki         | YouTube           | Serie web, 8 episodios               |               |
| 2019    | To My Beautiful Woo Ri           | exnovio de Woo-ri   | Naver TV          | Serie web                            |               |
| 2019    | The Secret of Secret             | Seo Jae-min         | Naver TV, YouTube | Serie web, 4 episodios               | [ 5 ]         |
| 2019    | Beautiful Love, Wonderful Life   | Goo Joon-gyeom      | KBS2              | Invitado, 4 episodios                |               |
| 2020    | Twenty-Twenty                    | Kang Dae-geun       | JTBC, Playlist    | 20 episodios                         | [ 6 ] [ 7 ]   |
| 2021    | Re-Feel: If Only                 | Kang Dae-geun       | YouTube Playlist  | Serie web, aparición especial, ep. 4 | [ 8 ]         |
| 2021    | Aun así                          | Amigo de Seo Ji-wan | JTBC              | Invitado, episodio n.º 3             |               |
| 2022    | Estamos muertos                  | Jung Min-jae        | Netflix           | Serie web                            | [ 9 ]         |
| 2022    | It May Be a Little Spicy Today   | Hijo de Chang Rae   | Watcha            | Serie web                            | [ 10 ]        |
| 2022    | La venganza de los otros         | Sa Jung-kyung       | Disney+           | Serie web                            | [ 11 ] [ 12 ] |
| 2022    | Shooting Stars                   | Byun Jeong-yeol     | tvN               |                                      |               |
| 2023-24 | Maestra: Strings of Truth        | Kim Bong-joo        | tvN               |                                      | [ 13 ] [ 14 ] |
| 2024    | Love in the Big City             | Sim Gyu-ho          | TVING             | Serie web                            | [ 15 ]        |

### Películas
| Año  | Título                       | Personaje             | Notas |
| ---- | ---------------------------- | --------------------- | ----- |
| 2019 | A Resistance                 | Prisionero del sur    |       |
| 2020 | Dumbheaded Duo               | Nam Gil-hoon          |       |
| 2020 | Kkangchi 2                   | Joon-soo              |       |
| 2025 | The Old Woman with the Knife | Maestro de preescolar |       |

### Apariciones en videos musicales
| Año  | Intérpretes                                    | Canción          | Notas  |
| ---- | ---------------------------------------------- | ---------------- | ------ |
| 2021 | NUOL (뉴올) feat. Sound Kim( 사운드킴) & Boi B | "With Me" (나랑) | [ 16 ] |

### Anuncios
- 2018: Dong-A Pharmaceutical.